# The Call (película de 2020)
The Call es una película de terror estadounidense de 2020 dirigida por Timothy Woodward Jr. y protagonizada por Lin Shaye, Tobin Bell, Erin Sanders y Chester Rushing. La película fue escrita por Patrick Stibbs.

## Sinopsis
Tras la inesperada muerte de una anciana sospechosa de ser bruja, un grupo de amigos que la atormentaban se ven obligados a llamar a un teléfono instalado en su ataúd. Para su horror, alguien al otro lado de la línea contesta y les muestra cómo es realmente el infierno.

## Reparto
- Lin Shaye como Edith Cranston
- Tobin Bell como Edward Cranston
- Chester Rushing como Chris
- Erin Sanders como Tonya
- Mike C. Manning como Zack
- Sloane Morgan Siegel como Brett
- Judd Lormand como Harliss

## Estreno
La película se estrenó en cines en los Estados Unidos el 2 de octubre de 2020 y en VOD el 30 de octubre de 2020. Se lanzó en Blu-ray el 15 de diciembre de 2020.